# Windmessmast Rödeser Berg

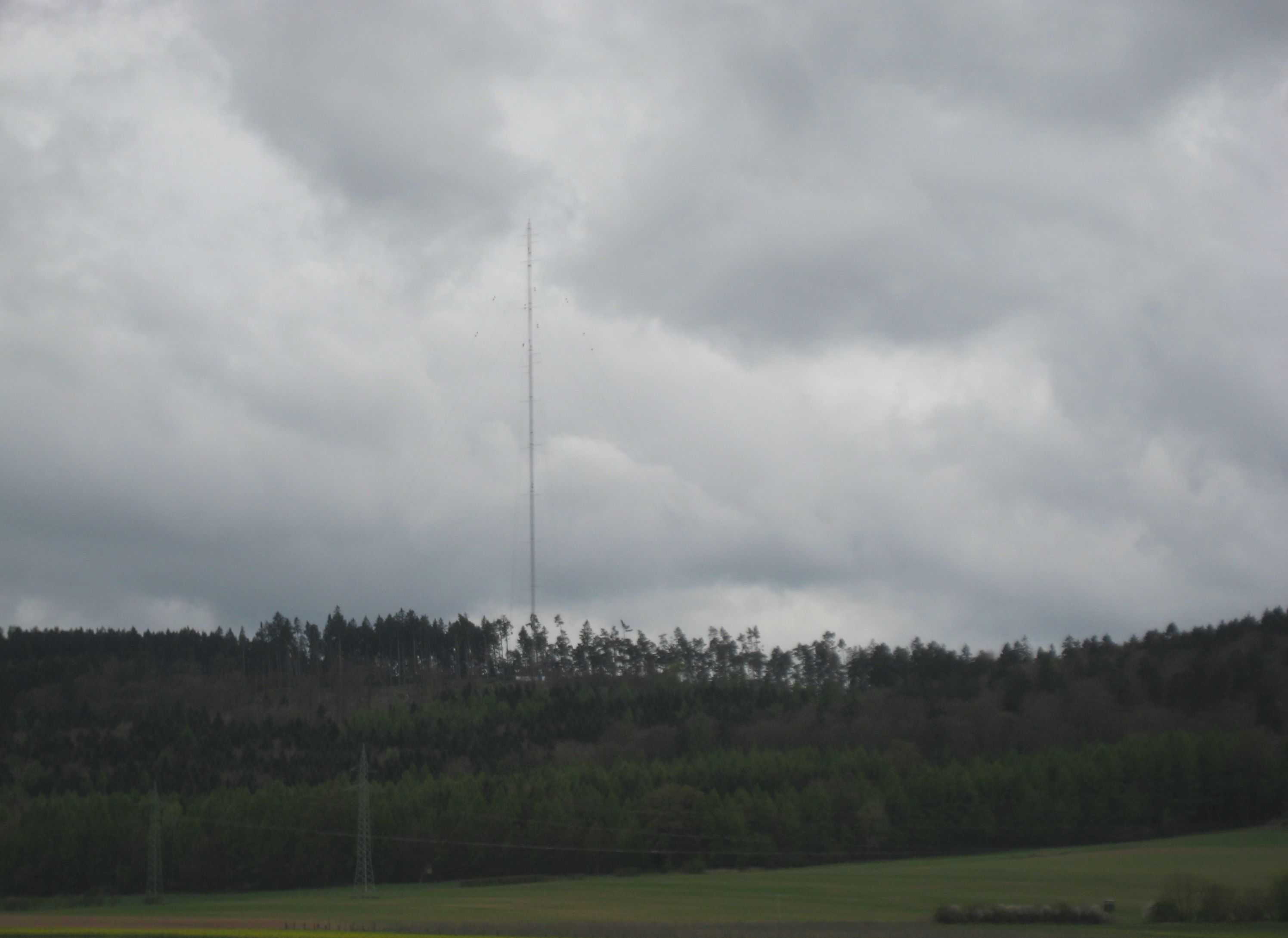
Rödeser Berg mit dem Windmessmast

Der Windmessmast Rödeser Berg war ein 200 Meter hoher, abgespannter Windmessmast in Stahlfachwerkbauweise auf dem Rödeser Berg im Elmarshäuser Wald zwischen den Wolfhagener Ortsteilen Niederelsungen und Nothfelden mit quadratischem Querschnitt und einer Grundfläche von einem mal einem Meter, der vom Fraunhofer-Institut für Energiewirtschaft und Energiesystemtechnik (IEE) für Windmessungen benutzt wurde.
Der Windmessmast stand in einem Nutzwaldgebiet, welches durch Windbruch (besonders durch den Orkan Kyrill) prädestiniert und des Weiteren aufgrund der zu erwartenden hohen Winderträge gewählt wurde. Trotzdem formierte sich lautstarker Widerstand gegen das Bauprojekt bei den Einwohnern der umliegenden Orte. Der Turm war der höchste Windmessmast in Europa und das zweithöchste Bauwerk Nordhessens. Er wurde im November 2011 errichtet und im Februar 2022 demontiert.

## Bauphase

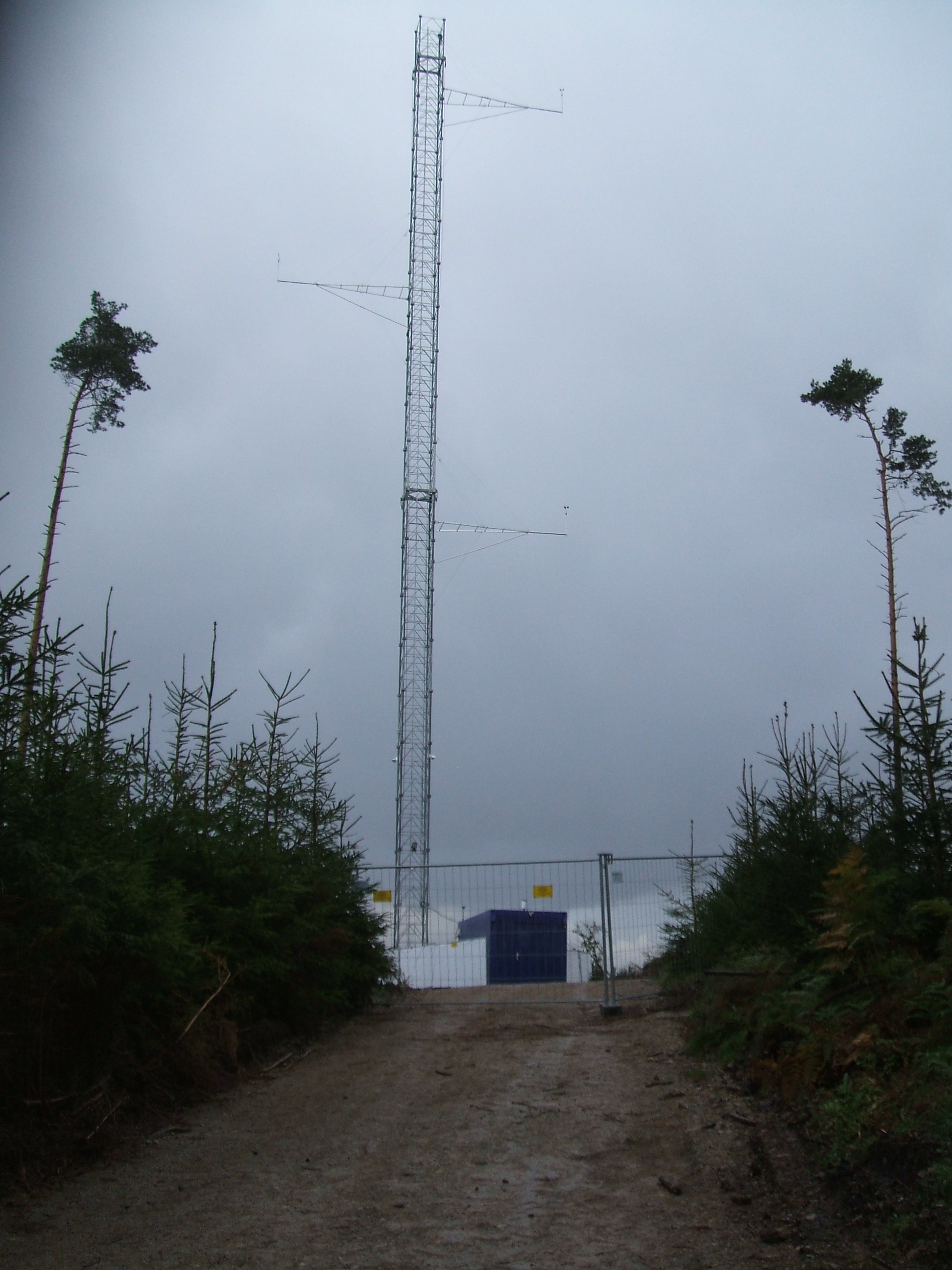
Windmessmast im Aufbau

Entgegen den ersten Annahmen zu der Fertigstellung bis Ende Juni 2010 dauerte es bis Ende November 2011, um den Windmessmast fertigzustellen.
Der Bau des Turmes gliederte sich in zwei Bauabschnitte. Der untere TeilI wurde in einem ersten Abschnitt durch ein Team von Spezialisten errichtet unter Zuhilfenahme eines Spezialkrans, der die Turmsegmente an ihre Position brachte. Ende August war eine Höhe von 40 m erreicht. In der zweiten Novemberwoche wurden schließlich 100 m Höhe erreicht.
Im zweiten Bauabschnitt wurden die restlichen 100 m unter Zuhilfenahme eines Hubschraubers bis Ende November 2011 fertiggestellt.
Da die Baustelle für den Windmessmasten innerhalb eines Waldgebietes liegt, konnten die entsprechenden Turmsegmente nicht mit Spezialtransportern angeliefert werden, sondern mussten vor Ort zusammengebaut werden.
Die Windmessung erfolgte mittels Lidar Technik.
Nach dem Windmessmast wurden auf dem Rödeser Berg auch vier Windräder errichtet, die bereits 2014 an das Stromnetz angeschlossen werden konnten.
Der Abbau erfolgte per Hubschrauber zwischen dem 10. und 13. Februar 2022, nachdem die Technik schon vorher ausgebaut worden war. Die Wiedererrichtung des Turms soll im Remote Sensing Test Center in Mecklenburg-Vorpommern erfolgen. Der Turm soll dort vom Fraunhofer-Institut für Energiewirtschaft und Energiesystemtechnik gemeinsam mit der Lidar-Entwicklungsfirma Air Profile, der Physikalisch-Technischen Bundesanstalt und dem Deutschen Wetterdienst genutzt werden, dann auch für Wettervorhersagen.

## Nutzung
Der Windmessmast Rödeser Berg sollte helfen, geeignete Standorte für Windkraftanlagen zu identifizieren. Das Fraunhofer IEE erforschte innerhalb des Forschungsprojekts Windernergienutzung im Binnenland des BMU das Windenergiepotenzial in Deutschland.
Mit seinen 200 m Höhe konnte der Windmessmast nicht nur belastbare Daten für den Windstandort Rödeser Berg sammeln, sondern auch helfen, Korrekturalgorithmen für bodengestützte Windgeschwindigkeitsmessungen mit Hilfe moderner Lasertechnik zu entwickeln, die in Zukunft das kostenintensive und unter Umständen invasive Errichten eines Messmastes überflüssig machen können.
Die vom Windmessmast gesammelten Daten wurden den Stadtwerken Wolfhagen vom Fraunhofer IEE  kostenlos zur Verfügung gestellt. Diese Daten dienten auch der Überprüfung der Wirtschaftlichkeit des von den Stadtwerken geplanten Bürgerwindparks auf dem Rödeser Berg.
Dieser Bürgerwindpark soll bis zu 70 % des Energiebedarfs der Kommune decken und ist ein wichtiger Baustein zu dem von den Stadtwerken und der Politik verfolgten Ziel, 100 % der von den Privathaushalten verbrauchten Stromes auf eigenem Stadtgebiet zu produzieren. Weitere Maßnahmen sind Solaranlagen, Biogas- und Holzvergasungsanlagen sowie die Modernisierung der teilweise sehr alten Fachwerkhäuser mit fortschrittlicher Wärmedämmung.

## Kritik
Die Kritik an dem Standort des Windmessmastes konzentrierte sich dabei besonders auf Artenschutz- und Naturschutzbedenken.
So sollen in diesem Waldgebiet Wildkatzen sowie andere geschützte Arten leben, deren Lebensraum nach Artikel 12 in Verbindung mit Anhang IV der Richtlinie 92/43/EWG (Fauna-Flora-Habitat-Richtlinie) nicht gestört, beschädigt oder vernichtet werden darf.
An den Petitionsausschuss des Europäischen Parlaments (PETI) wurde im Oktober 2010 eine Eingabe gerichtet, die geprüft und angenommen wurde. 
Ziel der Petition war im Wesentlichen die Durchführung einer Umweltverträglichkeitsprüfung. Die EU-Kommission allerdings sah in ihrer Stellungnahme für den Petitionsausschuss keinerlei Hinweise auf Verstöße gegen das EU-Naturschutzrecht, da das Gebiet kein Schutzgebiet gemäß der wichtigen Habitatrichtlinie 92/43/EWG ist und auch von geringer Bedeutung für durchziehende oder rastende Vögel ist.
Entgegen den Befürchtungen beim Aufstellen des Windmessmastes haben weder der Mast noch die später errichteten Windräder die Wildkatze dauerhaft aus dem Gebiet vertrieben. Bereits 2016 wurden wieder Tiere auf dem Rödeser Berg gesichtet.